# 基觉乡
基觉乡，是中华人民共和国四川省凉山彝族自治州金阳县下辖的一个乡镇级行政单位。

## 行政区划
基觉乡下辖以下地区：
基觉村、塔普村、四十梯村、主沟村、衣久村、堵合村和石哈村。